# 乌兰淖尔 (乌审旗)
乌兰淖尔也作乌兰淖，是一个位于中国内蒙古自治区鄂尔多斯市乌审旗嘎鲁图镇境内的盐湖，地处嘎鲁图镇政府驻地（县城）西北约25千米处的毛乌素沙地中，湖面海拔1326.0米，面积1.1平方千米，平均水深0.2米。
2021年公布的鄂尔多斯市乌审旗镇级、嘎查村级河（湖）长名录表中，乌兰淖尔的镇级湖长为嘎鲁图镇综合保障和技术推广中心主任达日克，嘎查村级湖长为沙如勒努图克嘎查党支部书记、嘎查委会主任忠尼勒图。同年公布的河道和湖泊管理范围成果记载，乌兰淖尔流域面积234.56平方千米，历史最大水面面积1.11平方千米，常年（多年平均）水面面积1.1平方千米，管理范围边界线长度8.24平方千米，管理范围面积3.54平方千米。